# Vitögd vireo
Vitögd vireo (Vireo griseus) är en sångfågel i ordningen tättingar som tillhör familjen vireor. 

## Utbredning och systematik
Dess häckningsområde sträcker sig från sydöstra USA, från New Jersey och västerut till norra Missouri, och söderut till Texas och Florida. Den häckar även i östra Mexiko, norra Centralamerika, Kuba och på Bahamas. Populationerna i Mexikanska golfens kust och söderut är stannfåglar, medan majoriteten av den nordamerikanska populationen flyttar söderut under vintern.

### Underarter
Den delas ofta upp i sex underarter men deras exakta geografiska utbredning är inte helt utredda:
- Vireo griseus noveboracensis – häckar i centrala och östra USA, övervintrar så långt söderut som Bahamas, norra Nicaragua och Kuba.
- Vireo griseus griseus – häckar i sydöstra USA; delar av populationen flyttar och den övervintrar så långt söderut som östra Mexiko, norra Honduras och västra Kuba
- Vireo griseus maynardi – förekommer utmed kusten av, och på Floridahalvön
- Vireo griseus bermudianus – endemisk för Bermuda
- Vireo griseus micrus – förekommer från södra Texas till östra Mexiko och söderut till Puebla och allra nordligaste Veracruz.
- Vireo griseus perquisitor – förekommer i östra Mexiko

Den nordligaste underarten noveboracensis har det största utbredningsområdet.

### Förekomst i Europa
Vitögd vireo är en mycket sällsynt gäst i Europa, med endast sju fynd, alla i Azorerna.

## Utseende och läte
Fågeln är 13–15 centimeter lång. Dess huvud och rygg är gråa med en olivgrönton, och underdelen är vit med gula sidor. Vingarna och svansen är mörka, och det är två vita vingband på varje vinge. Ögonen har vita irisar omgivna av gult. De båda könen ser likadana ut.
Den vitögda vireons sång är en ändrande och snabb fras med sex till sju ljud, som börjar och slutar med ett skarpt chick.
Underarten V. g. noveboracensis är större än de andra underarterna. V. g. griseus är något mindre och mattare färgad. V. g. maynardi är gråare på ovansidan och vitare på undansidan och V. g. micrus påminner om en mindre maynardi. V. g. bermudianus som är endemisk för Bermuda har kortare vingar och en mattare fjäderdräkt.

## Ekologi

### Biotop
Fågeln bor i buskområden vid övergivna odling- eller betesmarker. Dess gräsbeklädda näste är prydligt koppformat, och hänger i en klyka i en trädgren. Den lägger tre till fem ägg med mörka fläckar, och bägge könen ruvar äggen i tolv till 16 dagar. Ungarna lämnar nästet nio till elva dagar efter kläckningen. 

### Föda
Under häckningssäsongen äter fågeln mest insekter, och huvudsakligen fjärilslarver. Under hösten och vintern kompletterar den med bär.

## Status
Världspopulationen är inte hotad och kategoriseras av IUCN som livskraftig (LC). Vissa populationer är dok hotade. Exempelvis V. g. bermudianus på Bermuda, som tillsammans med en rad andra inhemska fågelarter, hotades under 1940-talet på grund av nedhuggningen av åtta miljoner Juniperus bermudiana. Idag är taxonet ganska ovanligt.